# Johnbelkinia
Genre
Johnbelkinia est un genre de moustiques de la famille des Culicidae originaire d'Amérique centrale.

## Systématique
Le genre Johnbelkinia a été créé en 1979 par l'entomologiste américain Thomas J. Zavortink (d) avec pour espèce type Johnbelkinia longipes.

## Répartition
Les espèces du genre Johnbelkinia se rencontrent depuis le Sud du Mexique jusqu'aux côtes de l'Équateur, l'Est de la Bolivie et la partie centrale du Brésil. Elles sont apparemment absentes des îles antillaises à l'exception de Trinidad et Tobago.

## Liste d'espèces
Selon BioLib (31 août 2021) et ITIS (31 août 2021) :
- Johnbelkinia leucopus (Dyar & Knab, 1906)
- Johnbelkinia longipes (Fabricius, 1805) - espèce type[2]
- Johnbelkinia ulopus (Dyar & Knab, 1906)

## Étymologie
Le nom du genre Johnbelkinia a été donné en l'honneur de l'entomologiste américain John N. Belkin (d) (1913-1980), l'un des entomologistes leaders dans l'étude des moustiques mais également le mentor et ami de Thomas J. Zavortink. 

## Publication originale
- (en) Thomas J. Zavortink, « Mosquito studies (Diptera, Culicidae) XXXV. The new sabethine genus Johnbelkinia and a preliminary reclassification of the composite genus Trichoprosopon », Contributions of the American Entomological Institute, AEI (d), vol. 17, no 1,‎ 1979, p. 1–61 (ISSN 0569-4450, lire en ligne).